# 温跃层

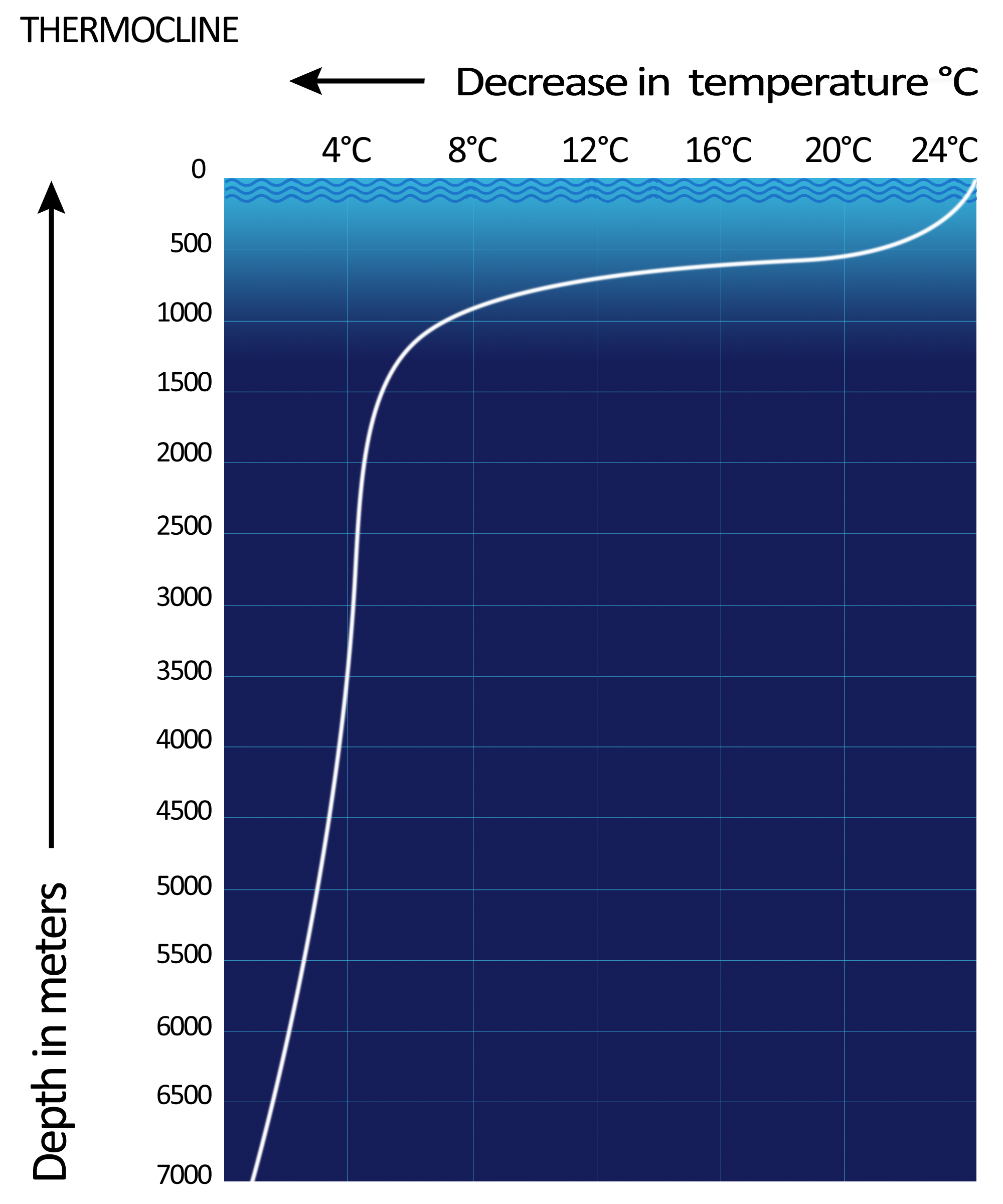
热带海洋温跃层，横轴为温度，纵轴为深度。温度在100-1000米之间急剧变化。深度到达1500米下后温度接近恒定。

温跃层，又译温度跃层、斜温层、温度突变层等，是指在海洋或湖沼等大型水体内部，水温在沿垂线方向急剧变化的水层。

## 簡介
海洋分層中，溫躍層是分佈在混合層之下。
随着季节、纬度以及大风引起的湍流混合的变化，温跃层在水体中可能是半永久性的现象，也可能是暂时性地对昼夜间水体表面的辐射热/冷现象作出的反应。
温跃层溫度及厚度的影响因素包括季节性气候变化、纬度及地区环境状况（如潮汐及海流等）等。
隨季節而變的溫躍層稱之為季節性溫躍層 （英語：seasonal thermocline）。永久（恆定）溫躍層（英語：permanent thermocline）則是在季節性溫躍層下，深度約1500至2000公尺。
在緯度10o到40o地區，混合層鹽度會比溫躍層高，主要是強烈蒸發所致。而高緯度地區，因降雨以及融冰影響，混合層鹽度會比溫躍層低。在某些熱帶地區（例如西太平洋暖池），當地降雨會造成薄且鹽度少的混合層。

## 影響
由于水体中的音速根据温度不同会大幅改变，所以温跃层的变化可大幅左右潜艇的声呐性能。因此水下作戰大國不單是發展武裝潛艇技術，其學術與氣象專業能力也是很重要的，需要配備如無瑕號研究船之類的船隻，還順便進行海洋探索。